# سیارک ۶۴۶۵
سیارک ۶۴۶۵ (به انگلیسی: 6465 Zvezdotchet، نامگذاری:1995EP) شش هزار و چهارصد و شصت و پنجمین سیارک کشف شده‌است که در ۳ مارس ۱۹۹۵ کشف شد.
قدر مطلق سیارک برابر ۱۲٫۲۰ است.